# Târgu Lăpuș
Târgu Lăpuș je město v župě Maramureš v Rumunsku. Žije zde přibližně 11 tisíc obyvatel. Administrativní součástí města je i 13 okolních vesnic.

## Části
- Târgu Lăpuș – 5 471[2] obyvatel
- Boiereni – 252 obyvatel
- Borcut – 418 obyvatel
- Cufoaia – 168 obyvatel
- Dămăcușeni – 864 obyvatel
- Dobricu Lăpușului – 299 obyvatel
- Dumbrava – 176 obyvatel
- Fântânele – 210 obyvatel
- Groape – 58 obyvatel
- Inău – 211 obyvatel
- Răzoare – 1 063 obyvatel
- Rogoz – 1 209 obyvatel
- Rohia – 551 obyvatel
- Stoiceni – 213 obyvatel